# Saint-Martin-sur-Ouanne
Pour les articles homonymes, voir Saint-Martin.
Saint-Martin-sur-Ouanne est une ancienne commune française, située dans le département de l'Yonne en région Bourgogne-Franche-Comté, devenue, le 1er janvier 2016, une commune déléguée de la commune nouvelle de Charny Orée de Puisaye.

## Géographie
Saint-Martin est situé dans la vallée de l'Ouanne, entre Charny et Toucy, sur la RD 950 qui suit le cours de la rivière en traversant la commune du nord au sud. Les coteaux pour l'essentiel boisés en rive gauche de l'Ouanne et du Branlin (qui confluent l'un avec l'autre à Saint-Martin), sont assez abrupts, avec notamment 40 m de dénivellation sur 150 m de distance au niveau du bois des Naudins, au nord de Saint-Martin. Ces coteaux marquent une nette séparation entre un plateau au relief très peu marqué à l'ouest de la commune, et la large vallée au milieu. Le plateau à l'est présente des coteaux beaucoup moins marqués et un paysage plus vallonné qu'à l'ouest.
Le bourg se trouve en bordure sud du territoire de la commune.

### Géologie et relief
La superficie de la commune est de 1 534 hectares ; son altitude varie entre 136 et 202 mètres.
La source du Moulin Blanc, d'origine karstique, débouche dans un étang au fond envasé. Elle s'ouvre par un entonnoir de 7 mètres de profondeur, 13 mètres de diamètre au sommet et 2 mètres de diamètre à la base. La couche supérieure du sol est composée d'alluvions (terre végétale, limons) ; le sous-sol est formé de plusieurs couches de craie du Turonien reposant sur de la craie marneuse. Au fond de l'entonnoir se trouve un goulet vertical descendant à 15 mètres de profondeur, juste assez large pour laisser passer un plongeur équipé de bouteilles Ce goulet est prolongé par une galerie déclive large de 60 à 80 cm, qui peut être parcourue assez facilement jusqu'à -55 mètres de profondeur (la longueur de la cavité explorée est de ~120 mètres). Cette source est alimentée au moins en partie par les pertes des cours d'eau coulant sur le plateau à 4 km du Moulin Blanc, dont le ru du Cuivre.

### Hydrographie
La rivière Ouanne traverse la commune du sud au nord.
Le Branlin conflue avec l'Ouanne sur la commune, en aval et au nord de Saint-Martin.
Le ru des Entonnoirs fait une courte apparition à la pointe sud de la commune. Venant de Saint-Denis, il sert de limite avec cette commune sur 840 m avant de passer sur le territoire de Saint-Martin. Il y coule sur environ 140 m avant de confluer avec l'Ouanne au niveau de Donzy, au sud de Saint-Martin.

### Voies de communication et transports

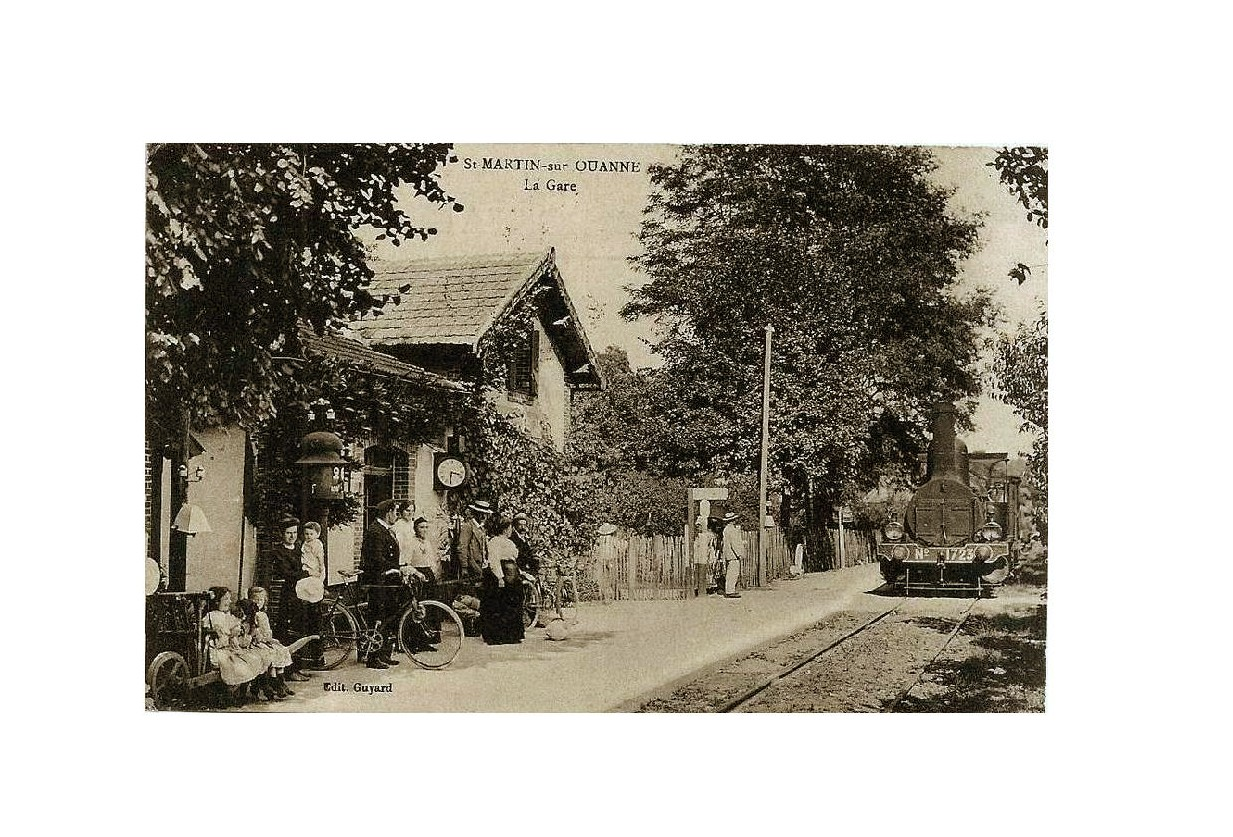
La gare en 1900.

Saint-Martin est traversé par la RD950 qui relie Charny et la D943 Montargis-Joigny au nord, à Toucy, Leugny et Courson-les-Carrières au sud. La D18 vers Saint-Fargeau commence à la sortie sud du village.
La sortie n° 4 (Courtenay ouest) de l'autoroute A19 est à 27 km au nord, la sortie n° 18 (Sépeaux) de l'autoroute A6 à 19 km au nord-est.
Les gares de trains les plus proches sont Montargis à 40 km au nord-ouest et Laroche-Migennes à 42 km à l'est.

## Urbanisme

### Lieux-dits et écarts
Le territoire de la commune inclut de nombreux hameaux et lieux-dits.
Les lieux-dits suivis d'une astérisque sont situés à l'écart de la route indiquée.
B
- Les Beaux*,             Route des Bonnins (vers le nord)
- Bel Air*,               Route de Charny par le haut du coteau ouest
- Belle Cour,             Route de Chambeugle
- Les Blondeaux*,         Route de Charny (D 950)
- Les Bois Ronds,         Route de Marchais-Beton (D 57)
- Boissel*,               Route de Perreux (D 57)Le lieu-dit Boissel.
- Bois Villotte*,         Route des Bonnins (vers le nord)

C
- Les Chamaillards*,      Route de Chambeugle
- Cornillat,              Route de Marchais-Beton (D 57)
- Les Courreaux*,         Route de Perreux (D 57)
- La Cour de France*,     Route de Marchais-Beton (D 57)
- La Cour Impériale*,     Route de Marchais-Beton (D 57)
- La Cour Royale,         Route de Marchais-Beton (D 57)

D
- Les Darbois*,           Route de Perreux (D 57)
- Le Désert,              Route de Saint-Denis-sur-Ouanne (D 950)
- La Domaserie,           Route de Perreux (D 57)
- Donzy,                  Route de Saint-Denis-sur-Ouanne (D 950)
- Les Dubois*,            Route de Chambeugle

F
- La Folie,               Route de Charny (D 950)
- La Fougère,             Route de Perreux (D 57)

G
- La Grange Rouge*,          Route de Marchais-Beton (D 57)
- Les Gués*,              Route de Charny (D 950)

H
- La Haie Neuve,          Route de Chambeugle
- La Petite Haie Neuve,   Route de Chambeugle
- Heurtebise*,            Route des Bonnins (vers le nord)

M
- La Maison Bleue*,       Route des Bonnins (vers le nord)
- La Maison du Dimanche,  Route de Marchais-Beton (D 57)
- Le Moulin Blanc,        Chemin des Naudins
- Le Moulin Maurice,      Route de Charny (D 950)
- Le Moulin Rouge,        Route de Marchais-Beton (D 57)
- Le Moulin de Ponessant, Route de Charny (D 950)

N
- Les Grands Naudins*,    Route de Charny par le haut du coteau ouest
- Les Petits Naudins,     Chemin des Naudins

O
- Les Ormes*,             Route de Marchais-Beton (D 57)

P
- Le Paradis,             Chemin des Naudins
- Le Perrotin,            Route de Marchais-Beton (D 57)
- (Péruseau),             Route de Charny (D 950)
- Les Pinons*,            Route de Perreux (D 57)
- Ponessant,              Route de Charny (D 950)

S
- Les Sennedots*,         Route des Bonnins (vers le nord)

T
- Le Tremblay,            Route de Charny par le haut du coteau ouest
- La Tuilerie,            Route de Perreux (D 57)

V
- Les Viés*,              Route de Marchais-Beton (D 57)
- Villiers d'Amont*,      Route de Chambeugle

### Logement
En 2009, le nombre total de logements dans la commune était de 332, alors qu'il était de 288 en 1999.
Parmi ces logements, 59,9 % étaient des résidences principales, 30,9 % des résidences secondaires et 9,2 % des logements vacants. Ces logements étaient pour 94,8 % d'entre eux des maisons individuelles et pour 2,5 % des appartements.
La proportion des résidences principales, propriétés de leurs occupants était de 75,9 %, en hausse par rapport à 1999 (71,4 %).

## Toponymie

### Ponessant
En écrivant leurs chartes, exclusivement en latin, les scribes du Moyen Âge, moines d’abbaye ou clercs de chancellerie, avaient le choix, face aux toponymes gaulois, germaniques ou romans, entre transcrire phonétiquement ou tenter une latinisation voire une traduction en latin plus ou moins hasardeuse. De ce fait, d’un scribe à l’autre, les noms changent. Il faut donc être circonspect tant sur la forme que sur le sens original des toponymes .
Les variantes du toponyme Ponessant, depuis Charles le Chauve jusqu’à l’abbé Lebeuf, font toutes référence à un pont (pons). Elles présupposent donc deux choses : 1- une racine latine, bien que les villes et les voies romaines en soient fort éloignées, 2- l’implantation de la villa auprès d’un pont. Sur le premier présupposé, la probabilité est faible, quant au second, si les traces probables d’un pont antique ont bien été identifiées à l’emplacement du pont actuel sur l’Ouanne, à la sortie nord de Saint-Martin, cet ouvrage est distant de 1,6 km en amont de Ponessant, lequel en outre se tient non au bord de l’eau mais sur le coteau à 550 m de la rivière. L’hypothèse de cette mense conventuelle prenant le nom d’un pont parait dès lors fragile. Peut-être faudrait-il envisager une racine gauloise qui reste à établir.
Les noms donnés à ce supposé pont sur les chartes sont de deux sortes : Nascencius, majoritaire et première occurrence, forgé semble-t-il à partir du latin Nascentia, naissance, et Maxentius (deux occurrences). Maxentius, Maxence (Maixent en roman), est un nom d’homme latin, à rapprocher de sainte Maxence, martyre scote de la fin du Ve siècle, qui donna son nom à Pont-Sainte-Maxence, pont permettant à une importante chaussée romaine le franchissement l’Oise.
On trouve successivement : Pons-Nascencii (Chancellerie de Charles le Chauve, 853), Ponsnascentus (Chancellerie de Charles le Chauve, 864), Pons Maxentus (scribe du concile de Piste, 864), Pons Maxentius (chancellerie de Carloman, 884), Pontis-Nascentiis (scribe de Saint-Germain, 1175), Pontem-Nascentem (Bulle du pape Clément III, 1188), Terra de Pont-Naissant (Parlement de Paris, 1269), Pont-Naixant (abbé Lebeuf, 1743), Ponessant (Cassini, fin XVIIIe s.)
Cassini, qui est le premier à donner la graphie actuelle de Ponessant, distingue par ailleurs Ponessant Haut et Bas, ainsi que le moulin implanté sur l’Ouanne au droit du hameau, qui n’est mentionné dans aucune des chartes publiées par Maximilien Quantin.

## Histoire
Le territoire de la commune de Saint-Martin-sur-Ouanne comprend, outre le village, plusieurs hameaux et lieudits dont l’histoire mérite d’être contée, en particulier Ponessant, Donzy, le Moulin-Rouge et la Grange-Rouge.

### Saint Martin-sur-Ouanne (village)

#### XIesiècle
Saint-Martin-sur-Ouanne (Sanctum Martinum) est cité dans une liste d'églises ajoutée au Liber Sacramentorum de Sens. Il s’agit d’une liste de 145 églises, paroisses ou prieurés appartenant à l’archidiaconé de Sens, qu’un scribe écrivit au verso des feuillets 3 et 4 d’un sacramentaire à l’usage de l’Eglise de Sens. Datée tout d’abord du IXe s., cette liste est depuis les travaux de Léopold Delisle datée du XIe s.  
Saint-Martin-sur-Ouanne apparait plus précisément parmi les quarante-neuf églises composant le Ministerium confié à cette époque au prêtre Frédéraire, couvrant notamment le futur doyenné de Courtenay. Sont également citées, entre autres, les paroisses de Saint-Denis-sur-Ouanne, Grandchamp et Champignelles, mais ni Charny, ni Perreux, ni Malicorne ne semblent avoir d’église à cette époque.
La paroisse de Saint-Martin dépendait dans l’ancienne France du doyenné de Courtenay, l’un des cinq doyennés de l’archidiaconé de Sens, lui-même l’un des cinq archidiaconés de l’archidiocèse de Sens. Ce doyenné de Courtenay s’étendait depuis Gron et Egriselles-le-Bocage au nord, jusqu’à Branches, Dracy et Tannerre au sud, ces derniers villages formant la limite entre l’archidiocèse et l’évêché d’Auxerre. À l’ouest, les villages de Chêne-Arnoult, Saint-Maurice sur Lavéron, Aillant-sur-Milleron et Rogny étaient compris dans l’archidiaconé du Gâtinais.
Après 1817, Saint-Martin est rattaché à l'archiprêtré de Joigny et au doyenné de Charny.

#### 1276 – Le testament de Guillaume de Courtenay en faveur de Saint-Martin et de Boissel
Par testament, Guillaume de Courtenay, seigneur de Champignelles et de La Ferté-Loupière, lègue le 12 septembre 1276 à la cure de Saint-Martin cinq sous pour un service de messe (pro servicio faciendo) et cinq sous à la léproserie du même lieu (Boissel).

#### La période sombre, 1348 -1360
Après la peste noire qui sévit en 1349 tuant environ le tiers de la population française, c'est au tour du capitaine anglais Robert Knolles de ravager la région entre 1358 et 1360, depuis la forteresse voisine de Malicorne. Il dévaste Saint-Martin, maltraite et rançonne la population. Il faudra plusieurs générations avant que la région se repeuple.
Trace émouvante des exactions de Robert Knowles et de ses comparses, une lettre de rémission est accordée en mars 1368 par le Dauphin (futur Charles V) aux habitants de Saint-Martin-sur-Ouanne et de Champignelles :
« Savoir faisons que comme nos ennemis ont naguère pris et tiennent le châtel de Malicorne-sur-Ouanne et pillent, brûlent, rançonnent, détruisent tout le pays, mettent à mort et prennent prisonniers tous les hommes et ravissent et déshonorent toutes les femmes qu’ils peuvent trouver […] pour ce […] les habitants […] se sont rançonnés à ces ennemis sans notre licence […] et pour ce notre amé Bérard de Bellegarde a fait brûler plusieurs desdites villes en tout ou parti et pillé et pris les biens desdits habitants et avec ce a pris ou fait prendre quelques-uns desdits habitants […] et veut les rançonner […] »
Le Dauphin leur fit grâce, ordonne la mise en liberté des prisonniers et la restitution du butin et des rançons déjà perçues.

### Ponessant
C’est une grande chance pour un modeste hameau d’avoir des références historiques si anciennes et si nombreuses. La raison en est que cette terre appartenait aux moines et que ceux-ci demandaient régulièrement au monarque confirmation de leurs possessions contre les envahissements des puissants.  Certaines de ces chartes ont été conservées et mises à la disposition du public grâce au travail remarquable de Maximilien Quantin.
Avant de passer en revue les chartes traitant de Ponessant, donnons la parole au savant abbé Lebeuf.

#### Entre 748 et 763 - Ponessant est donné aux moines de Saint-Germain[8]
L’abbé Lebeuf rapporte qu’Haymar ou Ainmar, 30e évêque d’Auxerre (748-763), « courageux, distingué par la noblesse de son sang et qui possédait de grands biens [] donna à l’église de S. Germain pour la nourriture des moines le village d’Annay [] dans le pays auxerrois. Il y ajouta encore un village du Gâtinais, appelé aujourd’hui Pont-Naixant et autrefois en latin Pons Maxentii, avec ce qui en dépendait ».

#### 30 Juin 853 - Charte de Charles le Chauve confirmant les biens de Saint-Germain dont Ponessant[9]
Charles le Chauve, roi de Francie occidentale, par cette charte, concède (concedere et confirmare) plusieurs villae à l’usage des moines de Saint-Germain, dont Ponsnascencii et apendiciis suis . Le verbe concedere suggère une restitution dans un contexte non précisé d'empiétement sur les biens ecclésiastiques.

#### 20 juin 864 - Précepte de Charles le Chauve confirmant les biens de Saint-Germain dont Ponessant[10]
Compte tenu de ce qui précède, les moines vont logiquement chercher à obtenir régulièrement des confirmations de leurs possessions. Le roi confirme ici sa précédente charte, en particulier concernant : Ponsnascentus cum ecclesiis duabus et manso indominicato et appenditiis suis. La villa  comporte maintenant deux églises, une mense domaniale (ce qu’on peut traduire par franc-alleu) et ses dépendances . La présence des deux églises laisse à penser qu’une des dépendances, peut-être éloignée, dispose d’un oratoire propre. A moins qu’un des deux oratoires de la villa soit réservé aux religieux, l’autre étant délaissé aux hommes de saint Germain (serfs du domaine).

#### 864 (sans autre précision) - Décret du concile de Piste[Note 7]confirmant les possessions de l’abbaye Saint-Germain[11]
Dans cette nouvelle confirmation, accordée par les 21 évêques de Gaules convoqués près de Rouen par le roi et signataires de la charte, figure Pons Maxentus ad integrum . Les moines font dire aux évêques conciliaires qu’ils possèdent la villa dans son intégralité. Cela sous-tend que la restitution de 853 n’était pas chose aisée. Les églises ne sont pas mentionnées, non plus que les dépendances. A noter que la graphie Nascencius est abandonnée au profit de Maxentus.

#### 11 juin 884 - Diplôme de Carloman, roi des Francs, confirmant les possessions de Saint-Germain[10]
Cette charte reprend les termes de la précédente avec toutefois la variante toponymique du concile de Piste légèrement corrigée : Pons-Maxentius cum ecclesiis duabus et manso indominicato et suiis appendiciis .

#### 28 octobre 886 – Privilège de Charles le Gros, empereur d’Occident, confirmant les privilèges et les bulles précédents[10]
Parmi toutes les possessions de Saint-Germain figure toujours Pons Maxentius, mais il n’est plus question ni d’églises ni de dépendances. Ont-elles été détruites par les Normands à la suite du Siège de Paris (885-887) ? L'empereur Charles le Gros, en effet, avait fait lever le siège après avoir promis de verser aux Normands un tribut de sept cents livres d'argent et avoir autorisé le pillage de la Bourgogne.

#### 1176 - Contrat de pariage entre l’abbé de Saint-Germain d’Auxerre et le comte de Sancerre[12]
Les Xe et XIe siècles, siècles de fer pendant lesquels les chartes deviennent très rares, ne livrent aucune information sur Ponessant. Au XIe siècle les comtes de Blois s’étaient emparés de l’abbaye Saint-Germain d’Auxerre. Les comtes de Champagne, puis de Sancerre, leurs successeurs, n’en conservèrent que le droit de garde tant sur l’abbaye que sur ses domaines. Ce droit de garde est onéreux et les moines cherchent à s'y soustraire. Le contrat de pariage de 1176 intervient dans ce contexte. Étienne Ier de Sancerre (1132-1191), fils du comte de Blois Thibault II (1085-1152), qui semble désormais détenir la moitié du domaine de Ponessant, percevra la moitié des revenus de la potestatem Pontis-Nascentiis appartenant à Saint-Germain et les moines percevront la moitié de ce qui appartient au comte, les officiers de la terre (ministri) étant communs aux deux cocontractants. Le scribe à cette occasion revient à la toponymie première.

#### 1188- Bulle du pape Clément III[14]
Le pape Clément III (1187-1191), dans une bulle des Ides de mai 1188 adressée à l’abbé Raoul, énumère toutes les églises et les biens qui dépendent de l’abbaye Saint-Germain, en particulier quidquid habetis apud Pontem-Nascentem, sans autre précision.

#### 1269 - Le comte de Sancerre débouté de ses revendications sur Ponessant[15]
A la Pentecôte 1269, le Parlement de Paris déboutait Henri Ier, roi de Navarre, agissant pour le compte de son parent Jean Ier comte de Sancerre, arrière-petit-fils d’Etienne Ier, de sa revendication sur de prétendus droits sur la terra de Pont-Nessant, au motif que la vente de la « villa » de La Ferté-Loupière consentie par Etienne à son oncle Guillaume de Courtenay-Champignelles avait éteint lesdits droits et que la garde était transférée au roi de France.

#### 1577- L’abbaye de Saint-Germain contrainte de vendre Ponessant
Les moines de Saint-Germain, pour acquitter le don gratuit (impôt extraordinaire sur le Clergé) réclamé par Henri III pour faire face aux dépenses de la guerre civile, vendent leur franc-alleu de Ponessant à un parent de l’abbé, dont l’héritier Rodolphe de Beaucaire se défera en 1617 au profit de Guillaume de Montigny (1575 – 1641), seigneur des Hâtes (Perreux) et gouverneur de Château-Thierry. Les Montigny resteront seigneurs de Ponessant jusqu’à la Révolution.
Il subsiste dans le hameau de Ponessant une chapelle du XIIIe s., jadis placée sous le vocable de saint Georges  et aujourd’hui déconsacrée, ainsi que le moulin sur l’Ouanne.

### La Grange Rouge

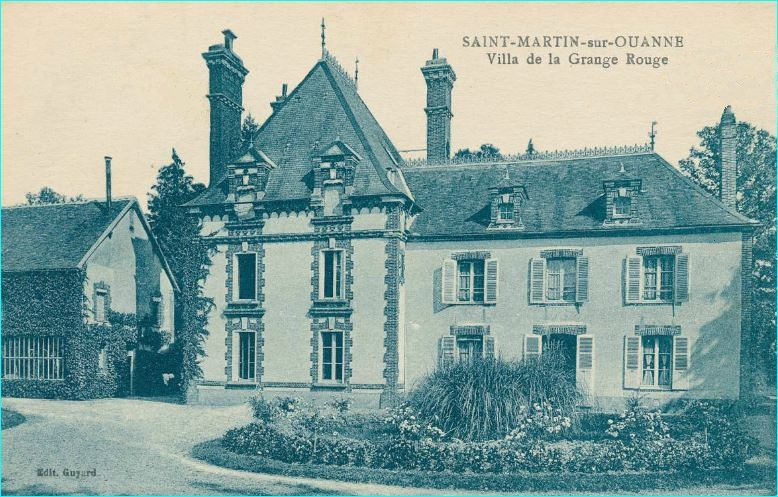
Villa de la Grange Rouge.

La possession de La Grange Rouge, fief de la seigneurie de Champignelles, est suivie depuis au moins la seconde moitié du XVe s. avec Lancelot des Barres, seigneur de Hautefeuille (Malicorne) et des Haymes près Melleroy (Loiret), lui-même fils du seigneur de Chaumont-sur-Yonne.
Le fief passera à sa petite-fille Marguerite, dame d’Hautefeuille et de Fontaine-l’Hermite (Perreux), épouse de Pierre du Plessis, conseiller et maître d’Hôtel de Catherine de Médicis, seigneur de Périgny (Loir-&-Cher). Jean du Plessis, leur fils, est seigneur d'Asnières et de La Grange Rouge. La petite-fille de ce dernier, Claude, laissera ces fiefs à son fils Edmé Gaston de Lenfernat, capitaine au régiment de Condé-Cavalerie, seigneur de La Jacqueminière et d’Asnières. Son petit-fils, Gaston-Joseph de Lenfernat, vendit Asnières et La Grange Rouge en 1766 au lieutenant-général de Rogres de Lusignan, marquis de Champignelles.
Au XIXe s., La Grange Rouge fut la maison de campagne d'Ambroise Challe (1799-1883), maire d'Auxerre et président de la Société des sciences historiques et naturelles de l'Yonne.

### Donzy
En 1868, à Donzy, Ambroise Challe a identifié à 50 cm de profondeur de massives et vastes substructions. La fouille a également  livré les restes de larges tuiles à rebord et les débris de colonnette et de chapiteaux, ainsi qu'une monnaie de Constantin, permettant de caractériser les ruines d'une villa gallo-romaine.
Donzy formait une petite seigneurie de la châtellenie de La Ferté-Loupière au manoir ancien de la Coudre. Elle comportait un moulin sur l’Ouanne tenu à bail emphytéotique de l’abbé des Echarlis. Parmi ses derniers seigneurs figurent Pierre de Certaines (°1620-1666), chef d'escadre des armées navales, seigneur des Pinabeaux, de Donzy, de Saint-Denis et des Hastes, fils de Jeanne de Martinet, dame des Pinabeaux et de Fricambault. Donzy passera à son beau-frère Charles Le Maistre de La Robie, baron de Grandchamp, seigneur des Pinabeaux, puis à  Melchior de Jordy de Cabanac, baron de Grandchamp, enfin à sa petite-fille, Anne Marie Madeleine, comtesse de Laffémas, dame des Pinabeaux, qui vendit Donzy à Charles Louis Texier, comte d'Hautefeuille, colonel du Régiment de Normandie, dernier seigneur du lieu.

### Le Moulin Rouge
Le fief appelé Le Moulin-Rouge, avec ses douze arpents de vigne et son moulin sur le Branlin, dépendait du Temple de Chambeugle dont le preceptor était le frère Guy en 1207, date à laquelle l’évêque d’Orléans prononçait une sentence arbitrale au sujet du droit d’usage que les templiers fratres Templi de Campobugle prétendaient avoir, eux et leurs hommes, dans les bois d’Augalon seigneur de Prunoy. Après la chute du Temple, ses biens furent dévolus vers 1313 aux Hospitaliers de l'ordre de Saint-Jean de Jérusalem. Le dernier commandeur de Chambeugle fut en 1409 le frère Jehan Bridaut, après quoi la commanderie fut rattachée à Saint-Marc d’Orléans. En 1783, le Moulin-Rouge rapportait à l’Hôpital 260 livres.

## Administration municipale
Le nombre d'habitants au dernier recensement étant compris entre 100 et 499, le nombre de membres du conseil municipal est de 11.

### Liste des maires
| Période                                  | Période                  | Identité          | Étiquette | Qualité |
| ---------------------------------------- | ------------------------ | ----------------- | --------- | ------- |
| Les données manquantes sont à compléter. |                          |                   |           |         |
| 1908                                     | 1912                     | Amédée Échard     |           |         |
| 1912                                     | 1915                     | Hilaire Baratin   |           |         |
| 1915                                     | 1919                     | M. Carré          |           |         |
| 1919                                     | 1921                     | Amédée Échard     |           |         |
| 1921                                     | 1929                     | Lucien Darbois    |           |         |
| 1929                                     | 1944                     | Léon Rameau       |           |         |
| 1944                                     | 1956                     | Robert Chiot      |           |         |
| 1956                                     | 1959                     | Maurice Patry     |           |         |
| 1959                                     | 1971                     | Émile Guillaumeau |           |         |
| 1971                                     | 1989                     | Jean Magny        |           |         |
| 1989                                     | 1992                     | Léon Baron        |           |         |
| 1992                                     | 1999                     | Jean-Jack Mary    |           |         |
| 1999                                     | En cours (au avril 2014) | Philippe Bureau   |           |         |

### Instances judiciaires et administratives
Saint-Martin-sur-Ouanne relève du conseil de prud'hommes de Sens, de la Cour administrative d'appel de Lyon, de la Cour d'appel de Paris, de la Cour d'assises de l'Yonne, du tribunal administratif de Dijon, du tribunal d'instance de Sens, du tribunal de commerce de Sens, du tribunal de grande instance de Sens et du tribunal pour enfants d'Auxerre.

## Population et société

### Démographie
L'évolution du nombre d'habitants est connue à travers les recensements de la population effectués dans la commune depuis 1793. À partir du 1er janvier 2009, les populations légales des communes sont publiées annuellement dans le cadre d'un recensement qui repose désormais sur une collecte d'information annuelle, concernant successivement tous les territoires communaux au cours d'une période de cinq ans. 
Pour les communes de moins de 10 000 habitants, une enquête de recensement portant sur toute la population est réalisée tous les cinq ans, les populations légales des années intermédiaires étant quant à elles estimées par interpolation ou extrapolation. Pour la commune, le premier recensement exhaustif entrant dans le cadre du nouveau dispositif a été réalisé en 2007,.
En 2013, la commune comptait 441 habitants, en évolution de 0 % par rapport à 2008 (Yonne : −0,46 %, France hors Mayotte : +2,49 %).
| 1793 | 1800 | 1806 | 1821 | 1831 | 1836 | 1841 | 1846 | 1851 |
| ---- | ---- | ---- | ---- | ---- | ---- | ---- | ---- | ---- |
| 767  | 746  | 705  | 617  | 679  | 729  | 702  | 761  | 812  |

| 1856 | 1861 | 1866 | 1872 | 1876 | 1881 | 1886 | 1891 | 1896 |
| ---- | ---- | ---- | ---- | ---- | ---- | ---- | ---- | ---- |
| 832  | 865  | 816  | 813  | 823  | 806  | 771  | 800  | 776  |

| 1901 | 1906 | 1911 | 1921 | 1926 | 1931 | 1936 | 1946 | 1954 |
| ---- | ---- | ---- | ---- | ---- | ---- | ---- | ---- | ---- |
| 778  | 765  | 762  | 645  | 659  | 634  | 610  | 606  | 648  |

| 1962 | 1968 | 1975 | 1982 | 1990 | 1999 | 2007 | 2011 | 2013 |
| ---- | ---- | ---- | ---- | ---- | ---- | ---- | ---- | ---- |
| 587  | 527  | 414  | 394  | 370  | 378  | 436  | 443  | 441  |

### Enseignement
Saint-Martin-sur-Ouanne est située dans l'académie de Dijon.
Elle administre une école maternelle et une école élémentaire regroupant 37 élèves.

### Santé
L'association Cap Saint-Martin, qui rassemble des malades atteints du cancer et leurs proches, se réunit tous les jeudis depuis 2008 à Saint-Martin dans la maison de sa fondatrice Hélène Couzin
,.

### Sports

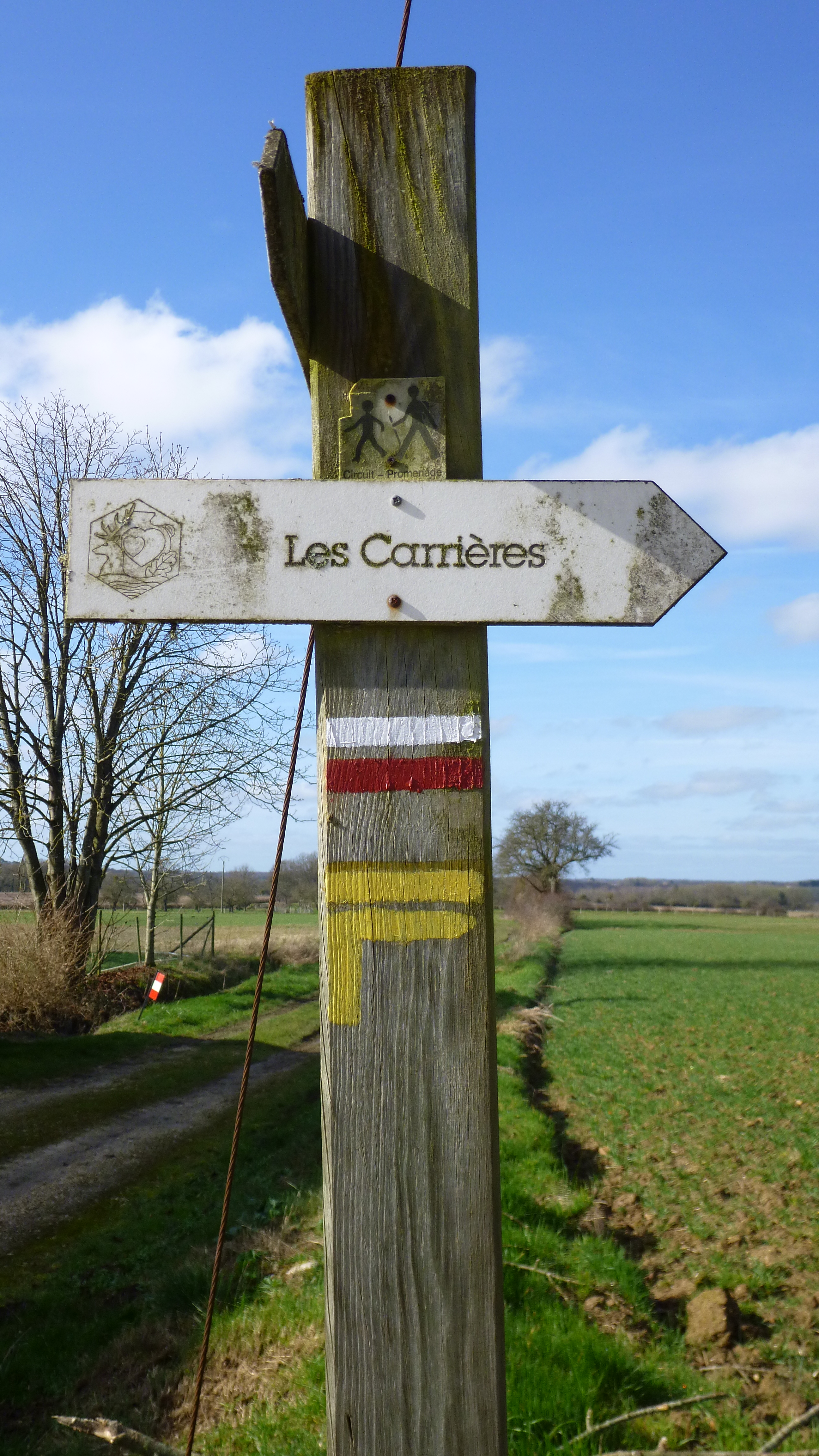
Signes peints du GR 13 à Boissel.

Le GR 13 traverse la commune (et la vallée de l'Ouanne) dans le sens est-ouest.

Entrant par l'est sur la commune sur le chemin qui sépare les Pinabeaux (sur Saint-Denis) de Montigny (sur Perreux), il passe par Boissel, les Renomborées ; puis remonte vers le nord-ouest, Heurtebise et Bois Villotte. Là il tourne vers l'ouest de nouveau, passe la D 950 puis l'Ouanne au gué et au pont des Petits Naudins situés au pied du coteau ouest de l'Ouanne. Il grimpe le coteau par la voie Creuse par le très ancien chemin du sel entre Loire et Yonne, et se dirige vers la Haie Neuve et Chambeugle.
La pêche à la truite est pratiquée dans l'Ouanne, rivière de première catégorie, et au Moulin Blanc où l'on peut aussi louer un étang et du matériel de pêche.
Le vélorail de Puisaye, le plus long de France avec ses 30 km aller-retour, passe par Saint-Martin où est inscrit son siège social. Il relie Charny (au nord-ouest), qui est la gare de départ, à Villiers-Saint-Benoît (au sud-est), suivant le cours de l'Ouanne. Son parcours passe par deux aires de pique-nique aménagées, et l'on peut également s'arrêter au café-restaurant de Saint-Martin.

### Cultes

#### Culte catholique
Le territoire de l'ancienne commune dépend de la nouvelle paroisse Saint-Lazare (presbytère à Charny) qui regroupe 14 communes au sein du doyenné de la Puisaye dans le diocèse de Sens-Auxerre,.

## Économie

### Revenus de la population et fiscalité
En 2011, le revenu fiscal médian par ménage était de 28 004 €, ce qui plaçait Saint-Martin-sur-Ouanne au 19 574e rang parmi les 31 886 communes de plus de 49 ménages en métropole.
En 2009, 51,0 % des foyers fiscaux n'étaient pas imposables.

### Emploi
En 2009, la population âgée de 15 à 64 ans s'élevait à 278 personnes, parmi lesquelles on comptait 66,3 % d'actifs dont 60,1 % ayant un emploi et 6,2 % de chômeurs.
On comptait 64 emplois dans la zone d'emploi, contre 48 en 1999. Le nombre d'actifs ayant un emploi résidant dans la zone d'emploi étant de 170, l'indicateur de concentration d'emploi est de 37,5 %, ce qui signifie que la zone d'emploi n'offre qu'un peu plus d'un emploi pour trois habitants actifs.

### Entreprises et commerces

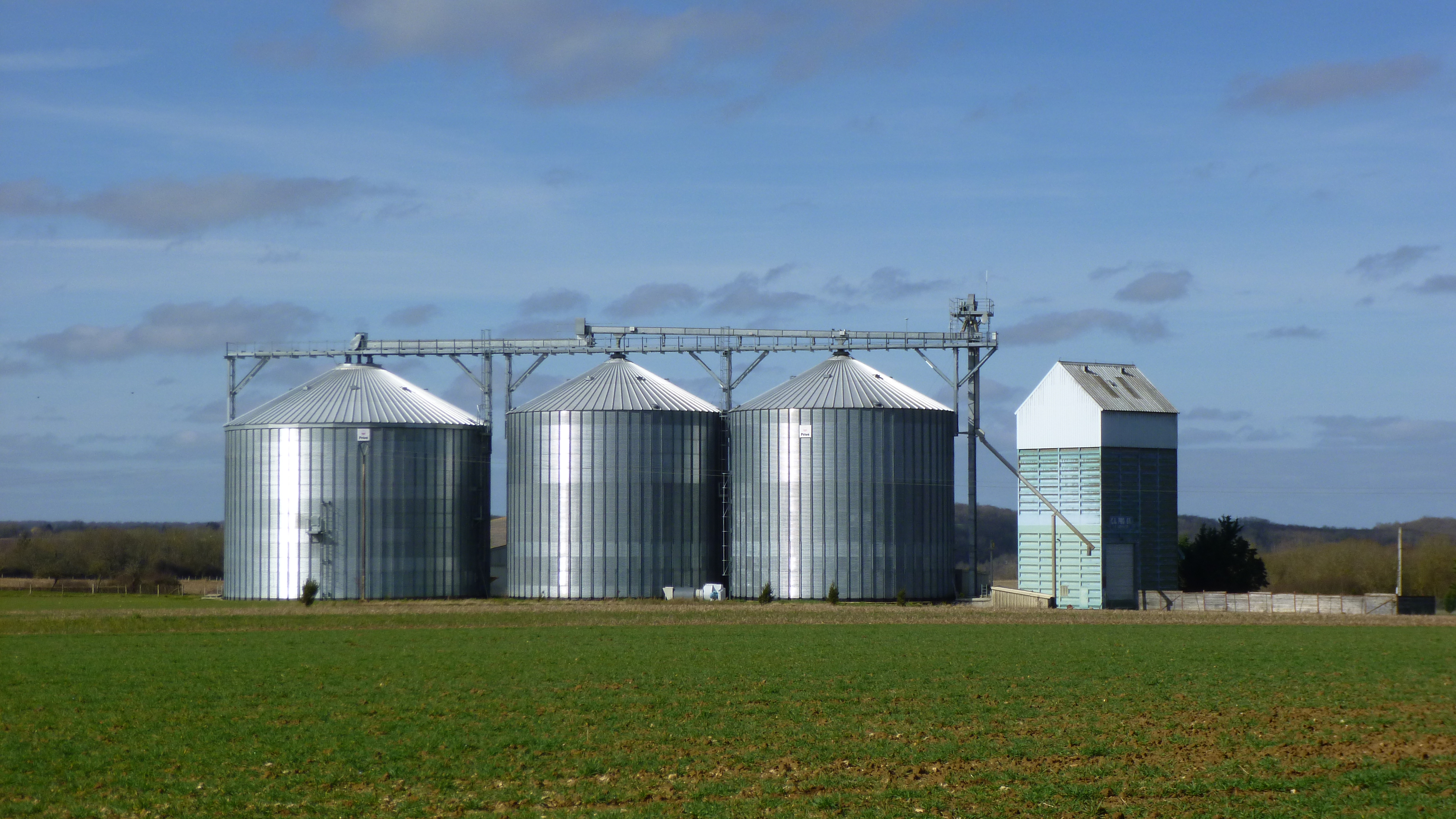
Silos CAPROGA, route de Perreux.

Au 31 décembre 2010, Saint-Martin-sur-Ouanne comptait 37 établissements : 13 dans l’agriculture-sylviculture-pêche, 3 dans l'industrie, 6 dans la construction, 12 dans le commerce-transports-services divers et 3 étaient relatifs au secteur administratif.
En 2011, 6 entreprises ont été créées à Saint-Martin-sur-Ouanne, dont 5 par des autoentrepreneurs.
En octobre 2005, deux exploitations agricoles seulement étaient enregistrées à Saint-Martin et quatre à Saint-Denis-sur-Ouanne, pour douze à Perreux qui est situé hors de la vallée de l'Ouanne. Les silos de la « coopérative agricole des producteurs du Gâtinais la Meunière » (CAPROGA la Meunière) dominent l'horizon de la route de Perreux et de la plaine environnante.

## Culture locale et patrimoine

### Lieux et monuments
La commune compte un monument inscrit et 4 objets classés à l'inventaire des monuments historiques, ainsi qu'un objet répertorié à l'inventaire général du patrimoine culturel.

#### Monument inscrit à l'inventaire des monuments historiques
L'église Saint-Martin est inscrite depuis le 6 novembre 1929. Originellement du XIIIe siècle, elle a été restaurée au XVIe siècle.
À l'intérieur de l'église :
- à la naissance de la voûte, frise en bois dentelée terminée par 26 pieds-droits, ayant à la base de petits personnages sculptés, datée du 4e quart du XVe siècle, classée depuis le 30 septembre 1911[45] ;
- groupe sculpté représentant la Vierge de Pitié, daté du 4e quart du XVe siècle, classée depuis le 30 septembre 1911[46] ;
- groupe sculpté représentant saint Georges terrassant le dragon et un donateur, daté du XVIIe siècle, classé depuis le 24 décembre 1957[47] ;
- groupe sculpté représentant La Charité de saint Martin, daté du XVIe siècle, classé depuis le 30 septembre 1911[48] ;
- peintures monumentales datées de 1890[49].

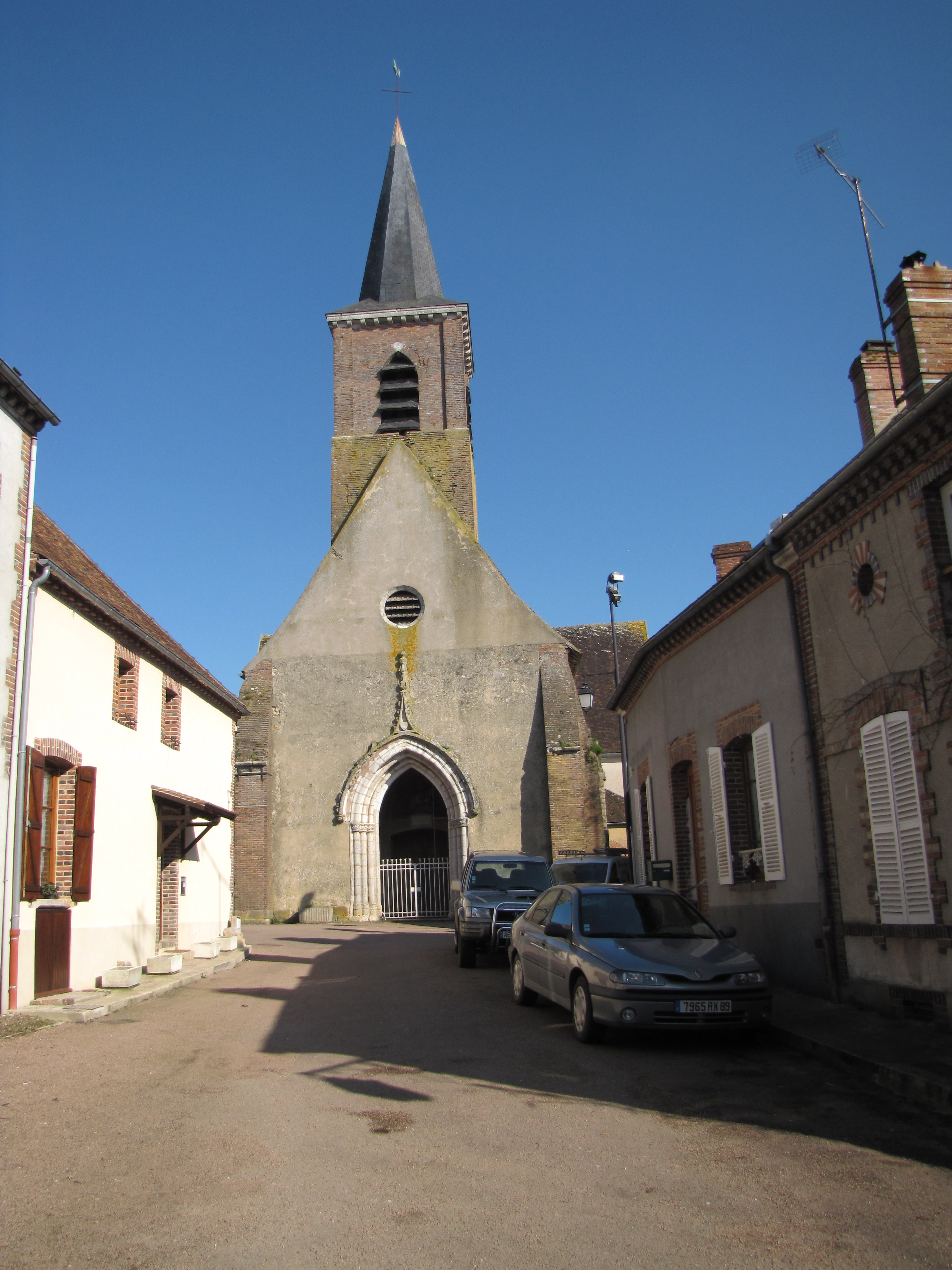
Façade.
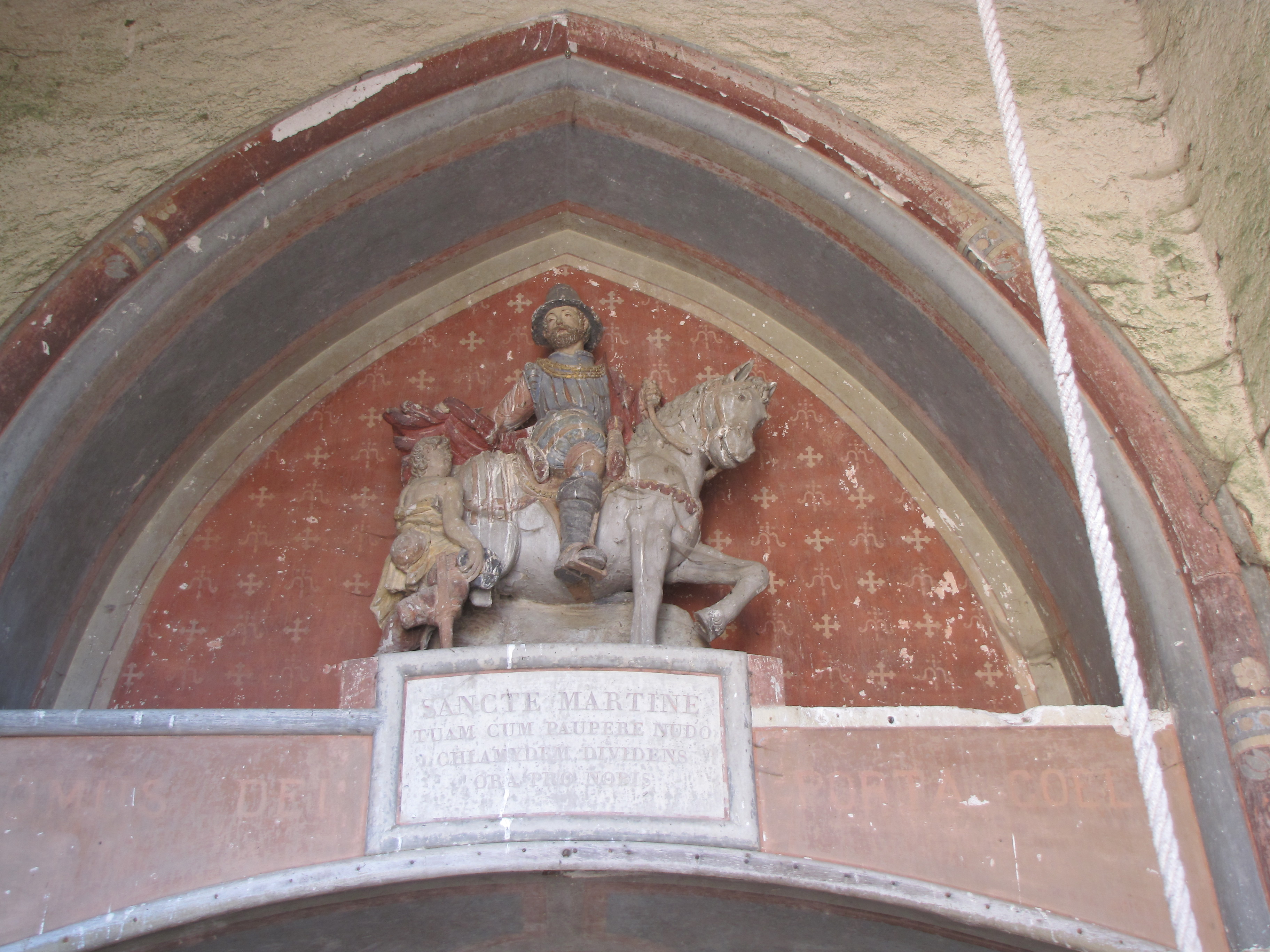
Statue de saint Martin au tympan de l'église.
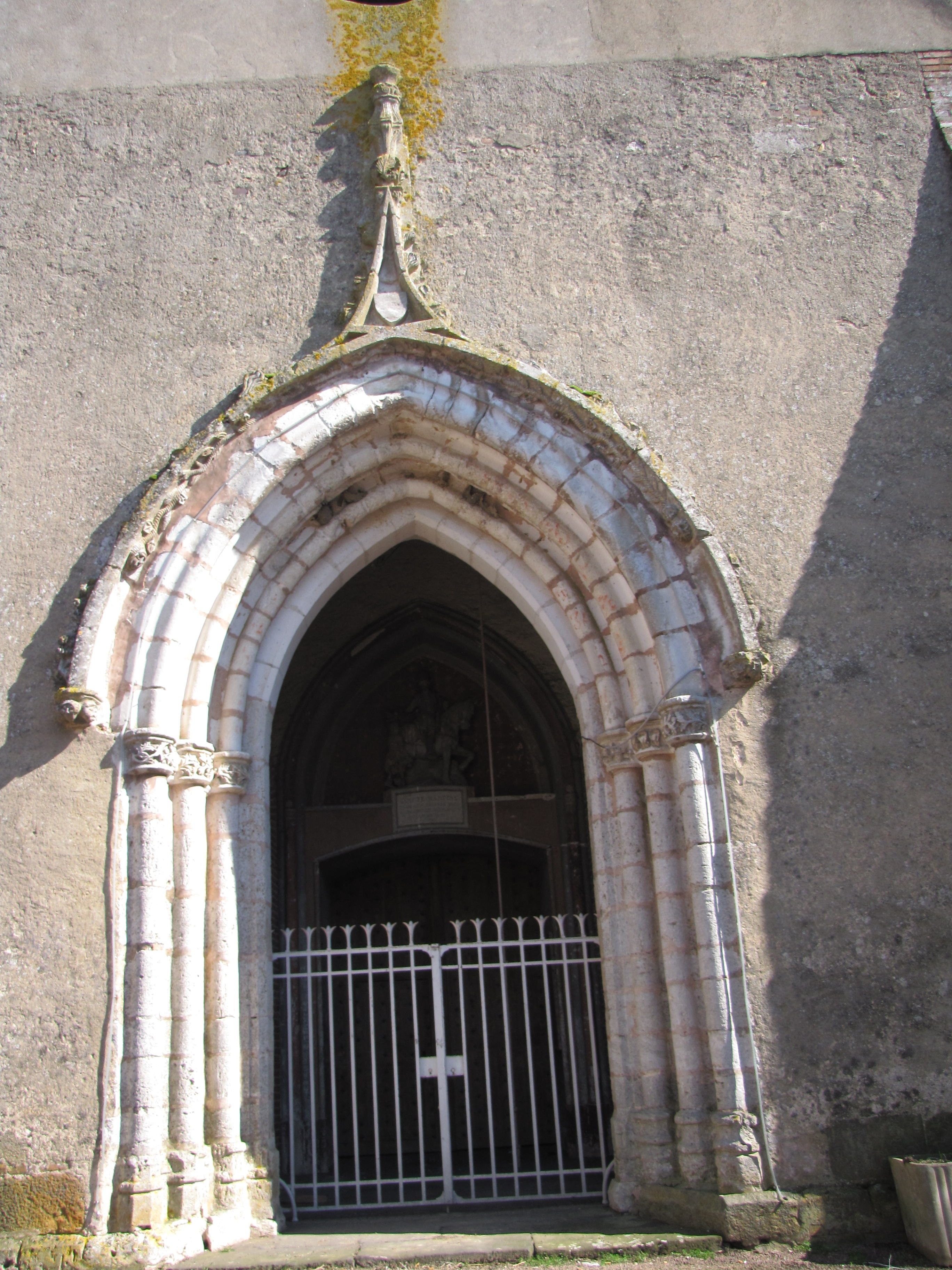
Porche de l'église.
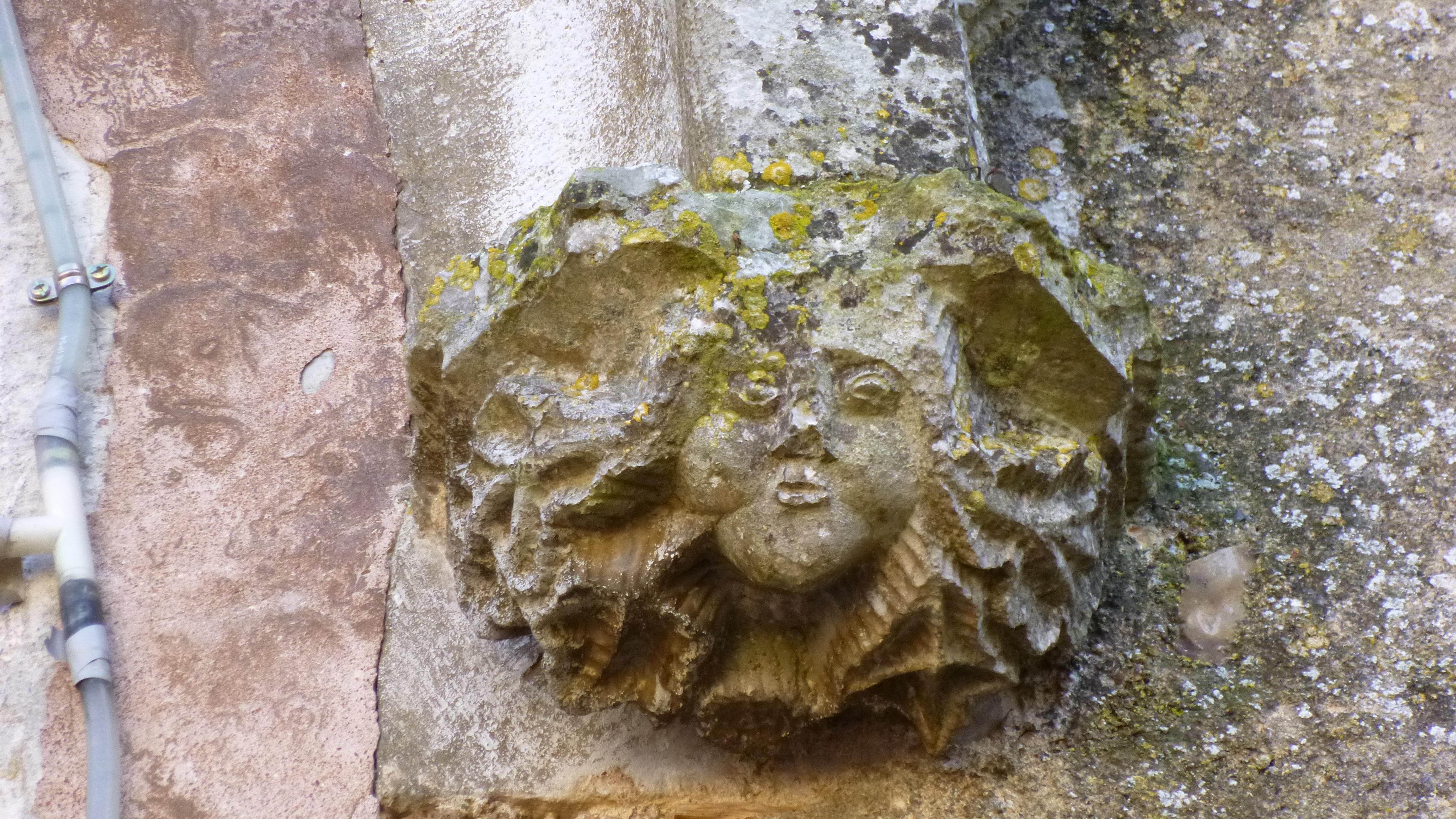
Chapiteau de l'Homme vert du portail.

La chapelle Notre-Dame de la Pitié, bâtie vers la fin du Moyen Âge, a été un centre important de pèlerinage jusque vers les années 1950. Elle est construite à pans de bois, avec une abside en cul-de-four et une voûte ogivale peinte en bleu étoilée d'or.

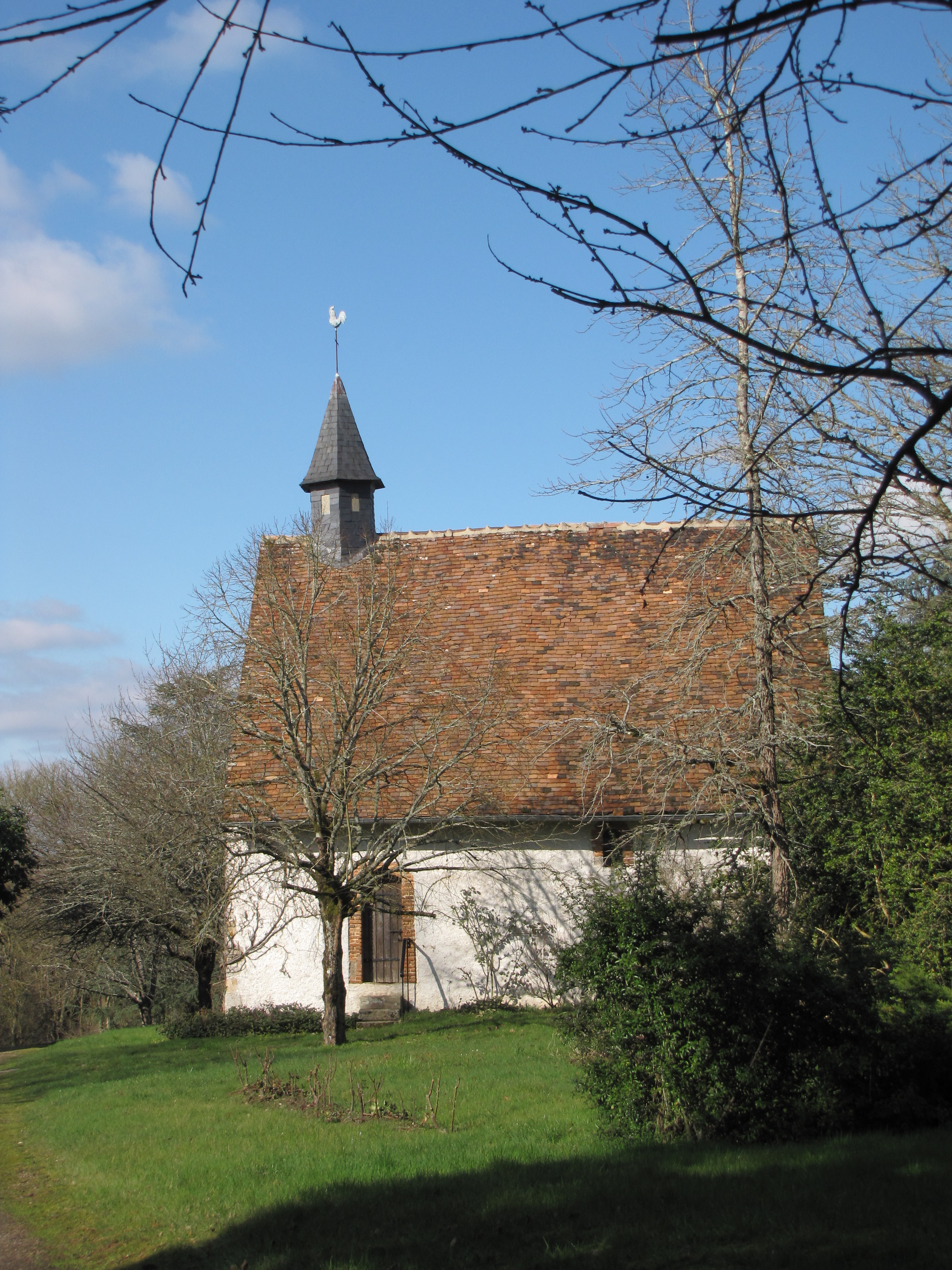
Chapelle de Ponnessant.
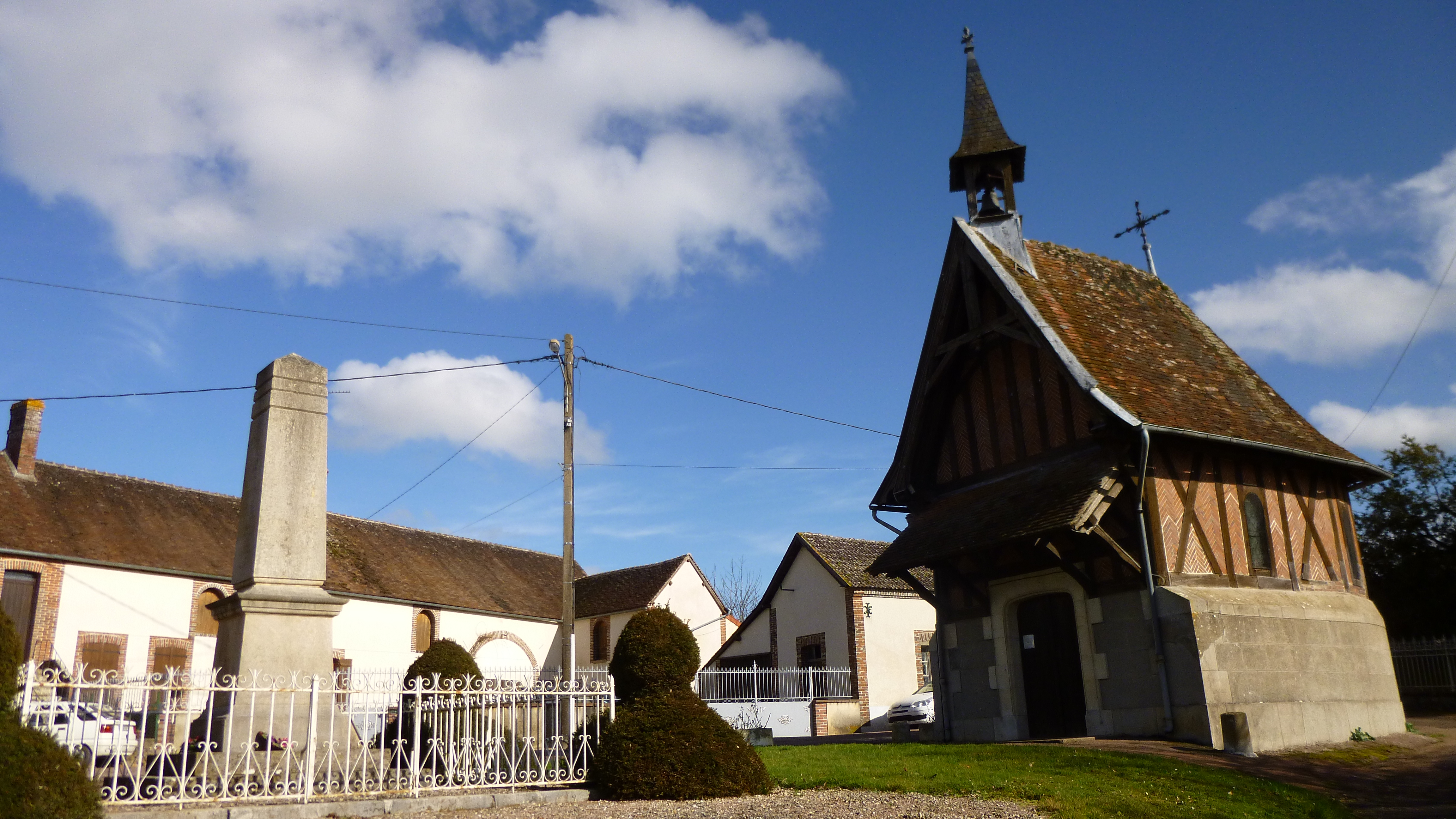
Chapelle Notre-Dame de la Pitié.

#### Lavoir

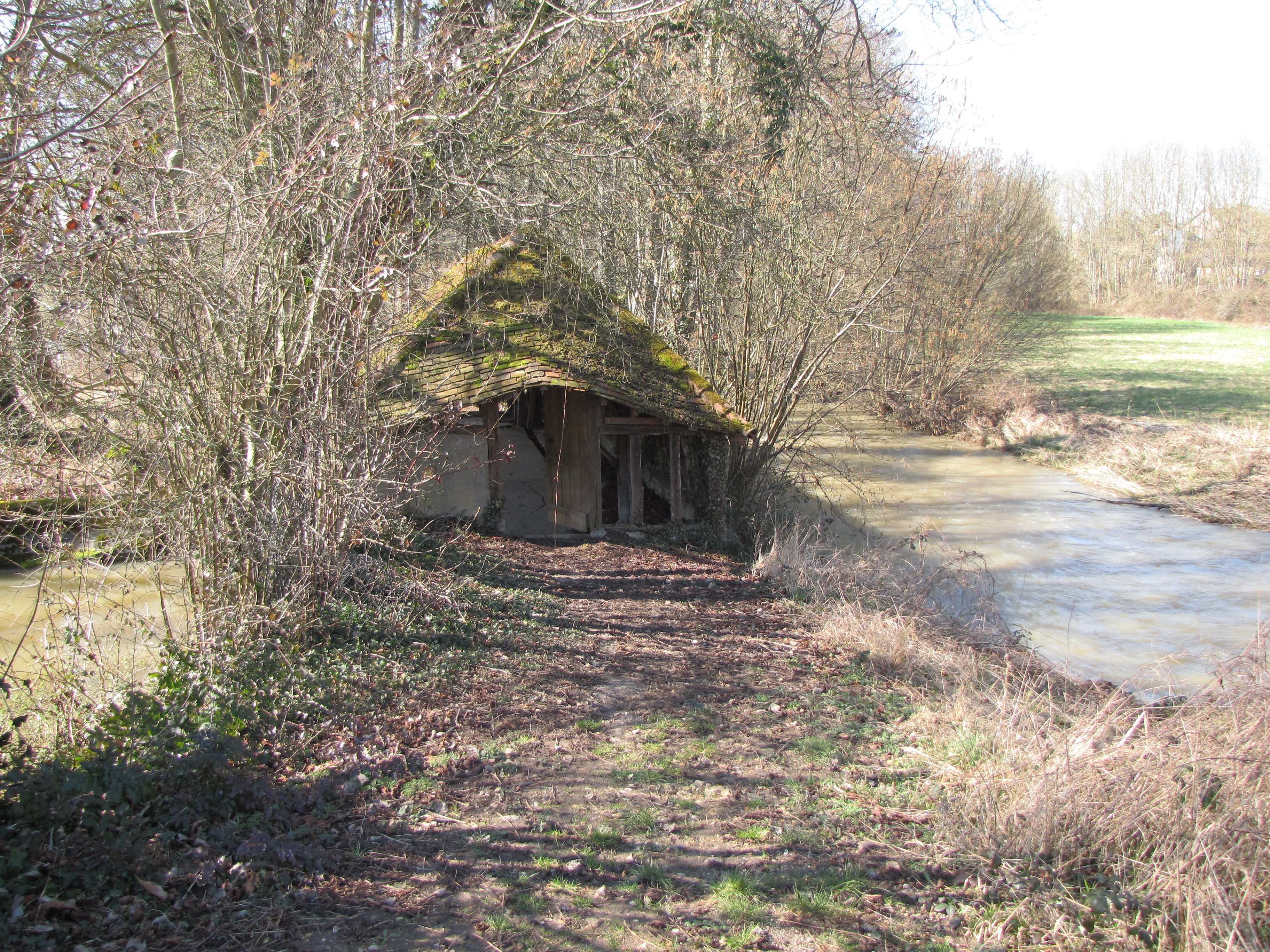
Le lavoir et les deux bras de l'Ouanne.

L'ancien lavoir du village est situé à la sortie de village sur la D18 menant à Champignelles, à droite du pont sur l'Ouanne vers l'aval. Il est approvisionné en eau par un chenal artificiel de l'Ouanne, qui longe le bras principal de la rivière en le surplombant d'environ un mètre de haut au niveau du pont et du lavoir ; il rejoint l'Ouanne peu après son passage au lavoir. Immédiatement en amont du pont se trouve un déversoir entre le bras secondaire et le bras principal de la rivière ; il sert à prévenir l'inondation du lavoir. La photo ici à droite montre le lavoir encadré du bras secondaire à sa gauche, et du bras principal à 1 m en contrebas à droite. Le déversoir est visible sur la troisième photo.

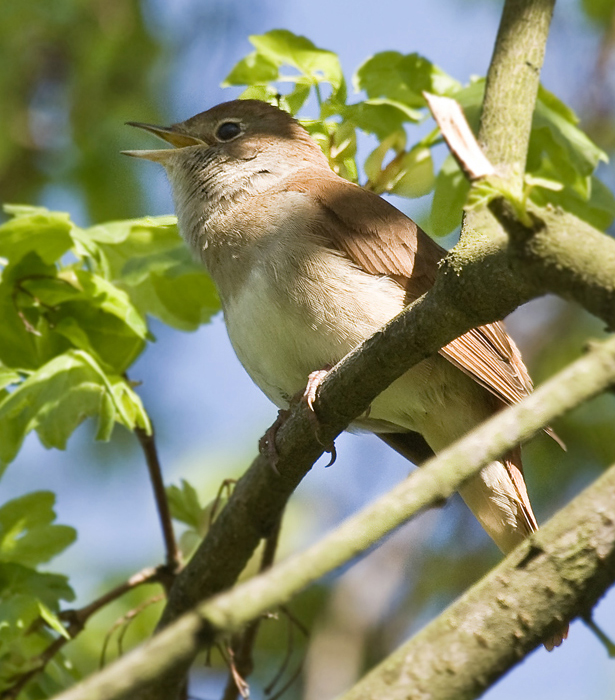
Rossignol philomèle

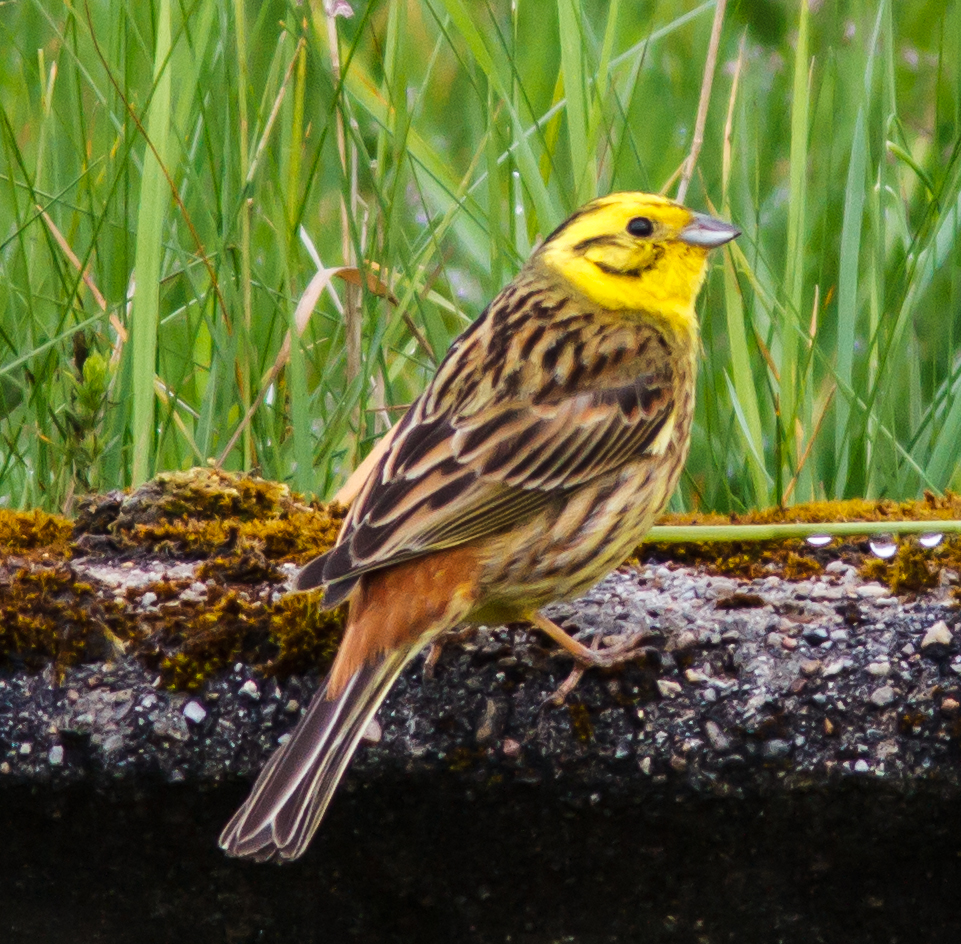
Bruant jaune

### Patrimoine naturel
La commune inclut une partie de la ZNIEFF de la vallée de l'Ouanne de Toucy à Douchy.
Cette zone vise particulièrement les habitats d'eaux courantes, mais on y trouve aussi des tourbières et marais, des prairies améliorées, des cultures et des bocages. Comme le nom l'indique, sur la commune elle couvre quasiment toute la vallée de l'Ouanne, incluant aussi le coteau ouest, très pentu et boisé. Près du bourg, elle n'inclut pas certaines parties de l'Ouanne vers l'amont à partir du pont de la route de Malicorne (la D 18) ; il s'agit de 830 m du bras de l'Ouanne que vient longer la route de Toucy (la D 950) passant dans le bourg, et de 350 m de l'autre bras de l'Ouanne, qui par ailleurs se trouve sur la commune de Malicorne dès le pont cité. Elle n'inclut pas non plus les 110 m du ru des Entonnoirs arrivant sur la commune au sud-est en amont du bourg, mais seulement ses 20 derniers mètres avant sa confluence avec l'Ouanne (qui se fait sur la commune de Malicorne, en limite avec Saint-Martin).

## Pour approfondir